# Геркулес с Бычьего форума
Геркулес с Бычьего форума — позолоченная бронзовая статуя Геркулеса, обнаруженная при раскопках на Бычьем форуме Рима при папе Сиксте IV. 
Разумно предположить, что в древности скульптура высотой 241 см стояла в сохранившемся на Бычьем форуме храме Геркулеса Победителя. Во всяком случае, о таком изваянии упоминает в «Естественной истории» Плиний Старший. 
В правой руке герой держит палицу, в левой — три яблока Гесперид. Статуя выставлена на Капитолии и датируется II веком до н. э. 
Ближайшее соответствие ей представляет другая позолоченная бронзовая статуя Геркулеса, со шкурой немейского льва, извлечённая в 1864 году из развалин театра Помпея.
На одной из закрывавших ее плит были высечены три буквы: «F.C.S.» («Fulgor conditum summanium»), то есть в статую попала молния и она лишилась своего магического значения и поэтому должна быть захоронена.